# Lajos Rácz
Pour les articles homonymes, voir Rácz.
Lajos Rácz est un lutteur hongrois spécialiste de la lutte gréco-romaine né le 1er juillet 1952 à Budapest.

## Biographie
Lajos Rácz participe aux Jeux olympiques d'été de 1980 à Moscou dans la catégorie des poids mouches et remporte la médaille d'argent. Il remporte également une médaille d'or lors des Championnats du monde de lutte en 1979.